# Frances Balfour
Pour les articles homonymes, voir Balfour (homonymie).
Frances Balfour née Frances Campbell à Londres le 22 février 1858 et morte le 25 février 1931 dans la même ville, est une suffragiste britannique. Elle est membre du comité exécutif de la National Society for Women's Suffrage de 1896 à 1919.

## Biographie
Frances Campbell est la dixième enfant de l'homme politique libéral et pair écossais George Douglas Campbell, 8e duc d'Argyll, et de son épouse, Elizabeth Sutherland-Leveson-Gower. Elle naît à Argyll Lodge à Londres. Elle souffre d'une luxation de la hanche qui l'oblige à rester allongée durant son enfance, qu'elle passe dans les trois résidences familiales, le château d'Inveraray, résidence historique des Argyll, le château de Rosneath, dans le Dunbartonshire, et Argyll Lodge, à Londres. Sa famille est très engagée en faveur de l'abolitionnisme, et le féminisme que valorise Frances Balfour s'enracine dans les concepts de liberté et de démocratie propres au XIXe siècle.
Elle épouse en 1879 Eustace Balfour, un architecte écossais, frère cadet d'Arthur Balfour le futur premier ministre. Ils ont cinq enfants, élevés à leur domicile de Kensington. Frances Balfour entretient des relations amicales avec sa belle-famille, notamment avec ses beaux-frères, Arthur et Gerald Balfour, et avec l'épouse de Gerald, Betty Balfour, elle aussi militante en faveur des droits des femmes qui sera son exécutrice littéraire après sa mort.
Les premiers engagements de Frances Balfour sont sociétaux ; ainsi, elle est présidente de 1885 à 1931 de l'association Travellers' Aid Society, proche de la YWCA, qui procure des logements provisoires aux jeunes femmes venues chercher du travail à Londres, pour éviter qu'elles ne tombent aux mains de proxénètes.

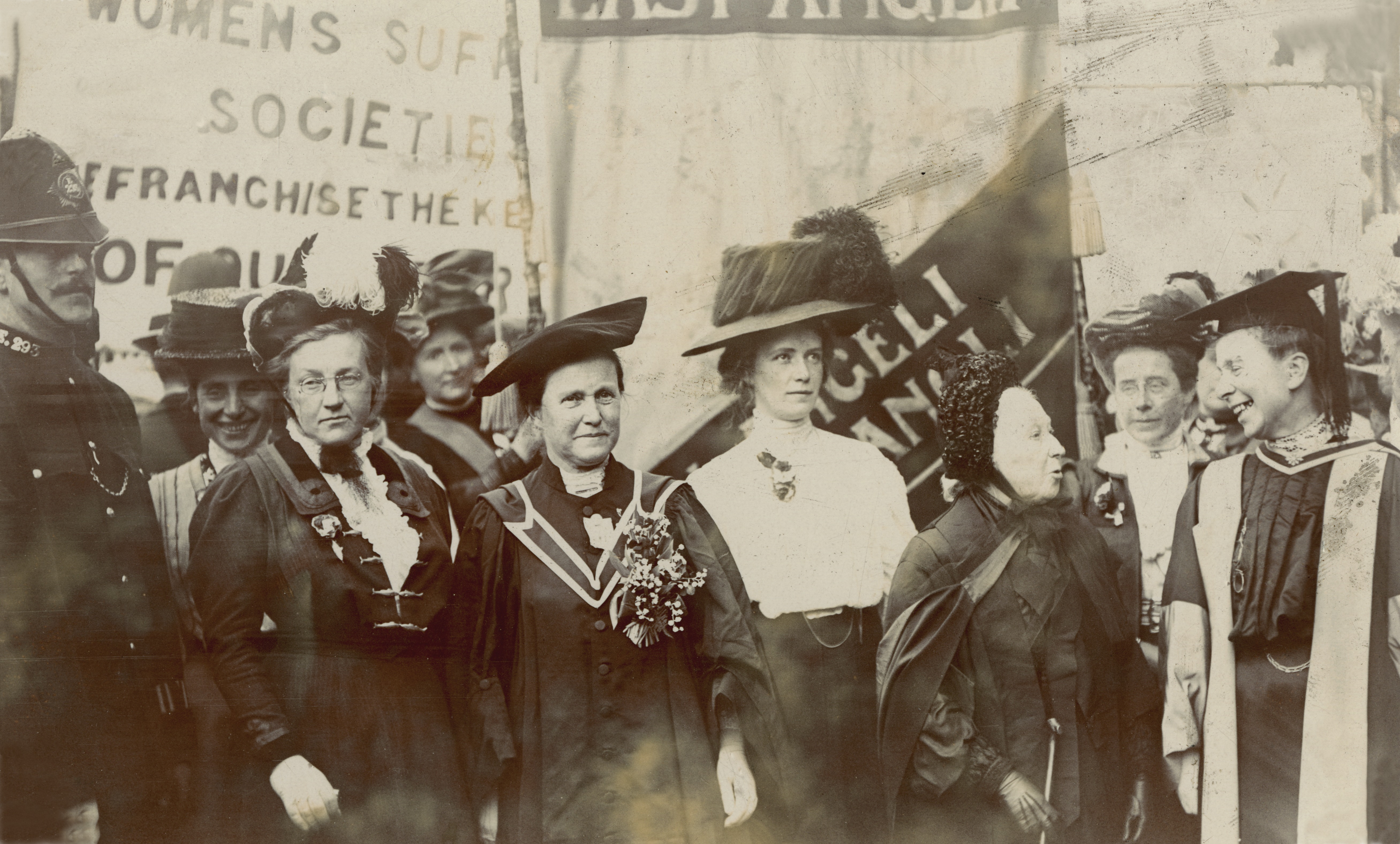
NUWSS - Frances Balfour, Millicent Fawcett, Emily Davies, Sophie Bryant, 13 juin 1908

Elle s'engage dans la campagne en faveur du droit de vote des femmes, en 1889. Elle a bientôt un rôle central dans le mouvement suffragiste, où elle est l'une des seules représentantes de l'aristocratie britannique. Cependant, elle ne se sent pas proche du mouvement mené par les suffragettes du Women's Social and Political Union et se montre critique à l'égard de leurs actions. Outre le droit de vote, ses préoccupations concernent le droit de divorcer, et ses prises de position lui valent d'être nommée membre d'une commission royale sur le divorce et les questions matrimoniales qui se réunit entre 1910 à 1912, et où elle est l'une des deux femmes invitées. Elle se prononce également en faveur d'une égalité professionnelle. De 1897 à 1918, elle est membre du comité exécutif de la toute nouvelle National Union of Women's Suffrage Societies (NUWSS), présidée par Millicent Fawcett. Elle est présidente de la London Society of Women's Suffrage de 1896 à 1919 et présidente de 1903 à 1915 du Lyceum Club (en) fondé par Constance Smedley. Elle est membre du comité exécutif du Women's Municipal Party qui encourage les femmes à se présenter aux élections municipales.
Elle est l'auteure de six livres, notamment une autobiographie intitulée Ne Obliviscaris. Dinna Forget.

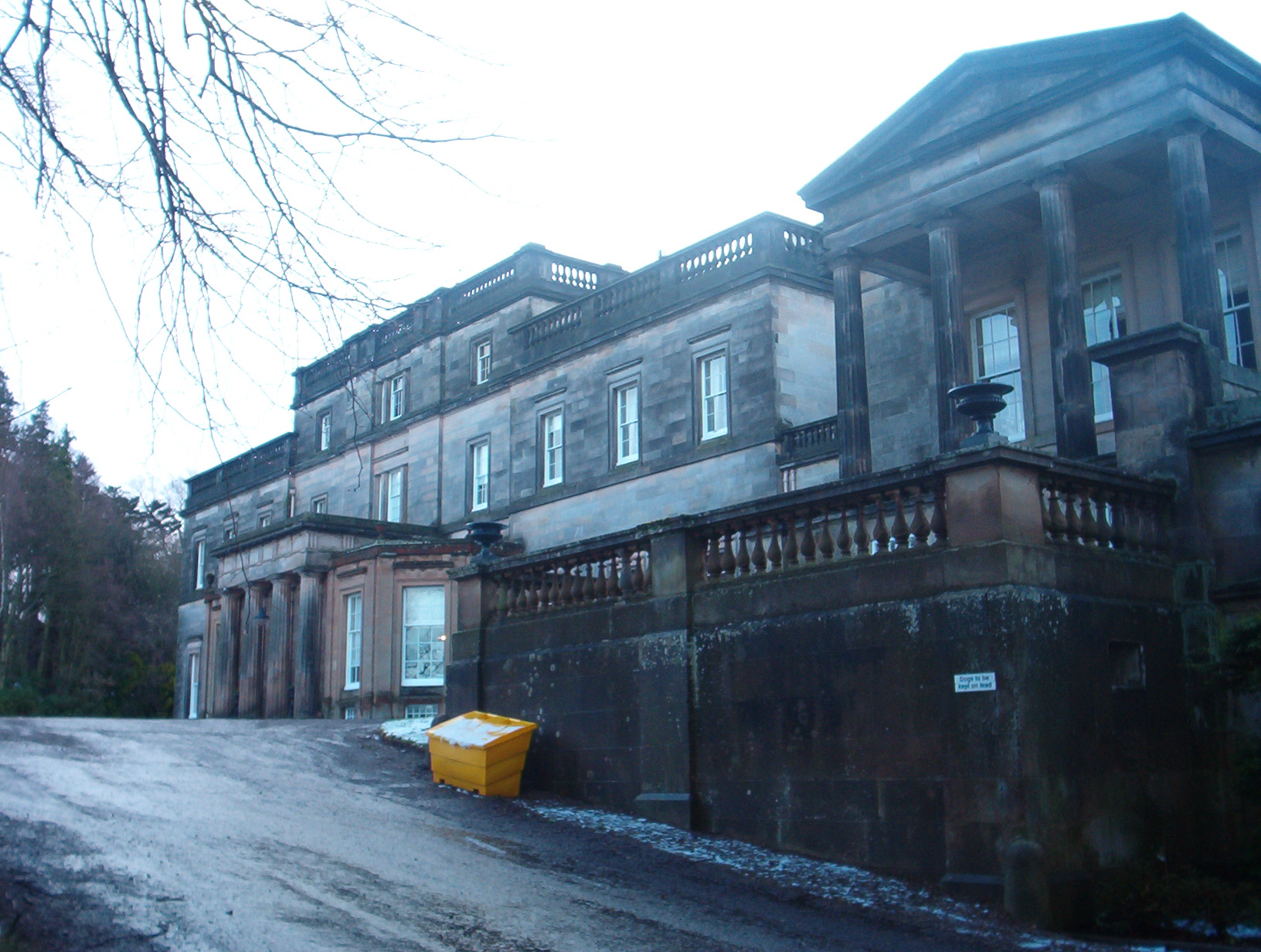
Whittingehame House

Elle meurt à Londres le 25 février 1931 d'une pneumonie et d'une insuffisance cardiaque, et est enterrée dans la propriété familiale des Balfour, à Whittingehame, dans l'East Lothian, en Écosse.

## Publications
- Dr Elsie Inglis (1920)
- The Life of George, Fourth Earl of Aberdeen (1923)
- Lady Victoria Campbell: A Memoir (1911) - biographie de sa sœur Victoria Campbell.
- A Memoir of Lord Balfour of Burleigh, KT (1924)
- Life and Letters if the Reverend James MacGregor (1912)
- In Memoriam the Lady Frances Balfour, 1881-1931, Committee of the Travellers' Aid Society (1931)

## Hommages et distinctions
- 1919 : docteure honoris causa de l'université de Durham (DLitt)[2]
- 1921 : docteure honoris causa de l'université d'Édimbourg (LLD)[2]
- Son nom et sa photo (et ceux de 58 autres partisans du suffrage féminin) se trouvent sur le piédestal de la statue de Millicent Fawcett à Parliament Square, Londres, 2018[6],[7],[8].
- 1880 : Edward Burne-Jones peint son portrait, conservé au musée d'Arts de Nantes[9],[10].